# Province dell'Algeria

Distribuzione nel territorio nazionale dei codici numerici identificatori delle wilayat

Le province dell'Algeria (wilaya, pl. wilayat) sono la suddivisione territoriale di primo livello del Paese. Esse sono suddivise in distretti (dāʾira), a loro volta suddivisi in comuni (baladiyat). Wilayat, dāʾira e baladiyat prendono sempre il nome dal loro capoluogo.
La ripartizione del territorio nazionale rispecchia il modello amministrativo francese (divisione in dipartimenti), senza riconoscimento per le regioni storiche (come la Cabilia o l'Aurès), frazionate in diverse wilayat.
Il 26 novembre 2019, il Gabinetto dell'Algeria ha approvato un disegno di legge per aggiungere altre 10 province, riducendo le dimensioni di alcune di quelle più grandi nel sud del Paese. Tali province sono divenute operative il 18 dicembre dello stesso anno, sicché attualmente il territorio algerino è suddiviso in 58 province.
I numeri delle province sono i primi 31 ordinati secondo l'alfabeto arabo; dopo l'aggiunta di altre 17 province nel 1983 e altre 10 nel 2019, la vecchia numerazione è stata mantenuta e alle nuove province sono stati assegnati i codici da 32 a 58, sempre in ordine alfabetico arabo.

## Lista
| Localizzazione | Nº | Provincia           | Capoluogo           | Popolazione (2008) |
| -------------- | -- | ------------------- | ------------------- | ------------------ |
|                | 01 | Adrar               | Adrar               | 399 714            |
|                | 44 | ʿAyn Defla          | ʿAyn Defla          | 766 013            |
|                | 46 | ʿAyn Temūshent      | ʿAyn Temūshent      | 371 239            |
|                | 16 | Algeri              | Algeri              | 2 988 145          |
|                | 50 | Al-Mani'a           | Al-Mani'a           | 57 276             |
|                | 23 | Annaba              | Annaba              | 609 499            |
|                | 05 | Batna               | Batna               | 1 119 791          |
|                | 08 | Béchar              | Béchar              | 270 061            |
|                | 06 | Béjaïa              | Béjaïa              | 912 577            |
|                | 53 | Béni Abbès          | Béni Abbès          | 50 163             |
|                | 07 | Biskra              | Biskra              | 721 356            |
|                | 09 | Blida               | Blida               | 1 002 937          |
|                | 52 | Bordj Badji Mokhtar | Bordj Badji Mokhtar | 16 437             |
|                | 34 | Bordj Bou Arreridj  | Bordj Bou Arreridj  | 628 475            |
|                | 10 | Bouira              | Bouira              | 695 583            |
|                | 35 | Boumerdès           | Boumerdès           | 802 083            |
|                | 02 | Chlef               | Chlef               | 1 002 088          |
|                | 25 | Costantina          | Costantina          | 938 475            |
|                | 56 | Djanet              | Djanet              | 17 618             |
|                | 17 | Djelfa              | Djelfa              | 1 092 184          |
|                | 32 | El Bayadh           | El Bayadh           | 228 624            |
|                | 49 | El M'Ghair          | El M'Ghair          | 162 267            |
|                | 39 | El Oued             | El Oued             | 647 548            |
|                | 36 | El Tarf             | El Tarf             | 408 414            |
|                | 47 | Ghardaïa            | Ghardaïa            | 363 598            |
|                | 24 | Guelma              | Guelma              | 482 430            |
|                | 33 | Illizi              | Illizi              | 52 333             |
|                | 58 | In Guezzam          | In Guezzam          | 11 202             |
|                | 57 | In Salah            | In Salah            | 50 392             |
|                | 18 | Jijel               | Jijel               | 636 948            |
|                | 40 | Khenchela           | Khenchela           | 386 683            |
|                | 03 | Laghouat            | Laghouat            | 455 602            |
|                | 29 | Mascara             | Mascara             | 784 073            |
|                | 26 | Médéa               | Médéa               | 819 932            |
|                | 43 | Mila                | Mila                | 766 886            |
|                | 27 | Mostaganem          | Mostaganem          | 737 118            |
|                | 28 | M'Sila              | M'Sila              | 990 591            |
|                | 45 | Naâma               | Naâma               | 192 891            |
|                | 31 | Orano               | Orano               | 1 584 607          |
|                | 30 | Ouargla             | Ouargla             | 558 558            |
|                | 51 | Ouled Djellal       | Ouled Djellal       | 174 219            |
|                | 04 | Oum el-Bouaghi      | Oum el-Bouaghi      | 621 612            |
|                | 48 | Relizane            | Relizane            | 726 180            |
|                | 20 | Saida               | Saida               | 330 641            |
|                | 19 | Sétif               | Sétif               | 1 489 979          |
|                | 22 | Sidi Bel Abbès      | Sidi Bel Abbès      | 604 744            |
|                | 21 | Skikda              | Skikda              | 898 680            |
|                | 41 | Souk Ahras          | Souk Ahras          | 438 127            |
|                | 11 | Tamanrasset         | Tamanrasset         | 176 637            |
|                | 12 | Tébessa             | Tébessa             | 648 703            |
|                | 14 | Tiaret              | Tiaret              | 846 823            |
|                | 54 | Timimoun            | Timimoun            | 122 019            |
|                | 37 | Tindouf             | Tindouf             | 49 149             |
|                | 42 | Tipasa              | Tipasa              | 591 010            |
|                | 38 | Tissemsilt          | Tissemsilt          | 294 476            |
|                | 15 | Tizi Ouzou          | Tizi Ouzou          | 1 127 607          |
|                | 13 | Tlemcen             | Tlemcen             | 949 135            |
|                | 55 | Touggourt           | Touggourt           | 247 221            |

## Evoluzione storica

### 1954-1962
Durante la guerra d'Algeria, il FLN adottò un sistema organizzativo in 6 wilayas:
1. Aurès
2. Constantine
3. Kabylie
4. Algiers
5. Oran
6. Sahara

con la Francia talvolta descritta come "wilaya 7".

### 1957-1974
Subito dopo l'indipendenza, l'Algeria conservò i precedenti 15 dipartimenti francesi, rinominati wilaya (province) nel 1968, con alcuni nomi modificati:
- 9A-Alger (Algeri)
- 9C-Annaba (in precedenza Bône)
- 9B-Batna
- 9D-Constantine
- 9H-Orléansville (allora El Asnam, oggi Chlef)
- 8A-El Wahat (oggi Ouargla, in precedenza Oasis)
- 9E-Médéa
- 9F-Mostaganem
- 9G-Oran
- 9R-Saïda
- 8B-Saoura (oggi Béchar)
- 9J-Sétif
- 9K-Tiaret
- 9L-Tizi-Ouzou
- 9M-Tlemcen

### 1974-1983
I 15 dipartimenti furono riorganizzati in 31 province:
1. Adrar
2. Chlef
3. Laghouat
4. Oum el-Bouaghi
5. Batna
6. Béjaïa
7. Biskra
8. Béchar
9. Blida
10. Bouira
11. Tamanrasset
12. Tébessa
13. Tlemcen
14. Tiaret
15. Tizi Ouzou
16. Algeri
17. Djelfa
18. Jijel
19. Sétif
20. Saida
21. Skikda
22. Sidi Bel Abbès
23. Annaba
24. Guelma
25. Costantina
26. Médéa
27. Mostaganem
28. M'Sila
29. Mascara
30. Ouargla
31. Orano

### 1983-2019

Mappa delle province dell'Algeria dal 1983 al 26/11/2019 numerate secondo l'ordine ufficiale

Nel 1983 vennero create 17 nuove province, la cui numerazione ufficiale è compresa tra 32 e 48.
- 1 Adrar
- 2 Chlef
- 3 Laghouat
- 4 Oum el Bouaghi
- 5 Batna
- 6 Béjaïa
- 7 Biskra
- 8 Béchar
- 9 Blida
- 10 Bouira
- 11 Tamanrasset
- 12 Tébessa
- 13 Tlemcen
- 14 Tiaret
- 15 Tizi Ouzou
- 16 Algeri
- 17 Djelfa
- 18 Jijel
- 19 Sétif
- 20 Saida
- 21 Skikda
- 22 Sidi Bel Abbès
- 23 Annaba
- 24 Guelma

- 25 Costantina
- 26 Medea
- 27 Mostaganem
- 28 M'Sila
- 29 Mascara
- 30 Ouargla
- 31 Orano
- 32 El Bayadh
- 33 Illizi
- 34 Bordj Bou Arreridj
- 35 Boumerdès
- 36 El Tarf
- 37 Tindouf
- 38 Tissemsilt
- 39 El Oued
- 40 Khenchela
- 41 Souk Ahras
- 42 Tipasa
- 43 Mila
- 44 ʿAyn Defla
- 45 Naama
- 46 ʿAyn Temūshent
- 47 Ghardaia
- 48 Relizane

### 2019 - attuale
La legge 19-12 del 2019,
con l'istituzione di 10 nuove province, ha portato a 58 il totale delle province algerine.
- 1 Adrar
- 2 Chlef
- 3 Laghouat
- 4 Oum el Bouaghi
- 5 Batna
- 6 Béjaïa
- 7 Biskra
- 8 Béchar
- 9 Blida
- 10 Bouira
- 11 Tamanrasset
- 12 Tébessa
- 13 Tlemcen
- 14 Tiaret
- 15 Tizi Ouzou
- 16 Algeri
- 17 Djelfa
- 18 Jijel
- 19 Sétif
- 20 Saida
- 21 Skikda
- 22 Sidi Bel Abbès
- 23 Annaba
- 24 Guelma
- 25 Costantina
- 26 Medea
- 27 Mostaganem
- 28 M'Sila
- 29 Mascara

- 30 Ouargla
- 31 Orano
- 32 El Bayadh
- 33 Illizi
- 34 Bordj Bou Arreridj
- 35 Boumerdès
- 36 El Tarf
- 37 Tindouf
- 38 Tissemsilt
- 39 El Oued
- 40 Khenchela
- 41 Souk Ahras
- 42 Tipasa
- 43 Mila
- 44 ʿAyn Defla
- 45 Naama
- 46 ʿAyn Temūshent
- 47 Ghardaia
- 48 Relizane
- 49 El M'Ghair
- 50 Al-Mani'a
- 51 Ouled Djellal
- 52 Bordj Badji Mokhtar
- 53 Béni Abbès
- 54 Timimoun
- 55 Touggourt
- 56 Djanet
- 57 In Salah
- 58 In Guezzam